# Новокрещенова, Галина Николаевна
Новокрещенова Галина Николаевна 28 июля 1919, Пенза - 10 августа 1970, Киев) — украинский советский скульптор.

## Биография
Родилась в г. Пенза, родители — дворянского происхождения(дом в Пензе сохранился до сих пор).
Окончила художественное училище в Пензе.
Училась в Киевском художественном институте.
После войны стала гражданской женой Костецкого Владимира Николаевича, профессора Киевского художественного института, родила ему двух сыновей, Дмитрия и Александра Костецкого (1955—2010), который стал художником, был членом НСХУ.
Принимала участие в республиканских выставках с 1957 года.
Работала в жанре реализма в области станковой скульптуры.
Умерла в 1970 году. Похоронена на Лукьяновском кладбище.

## Основные произведения
- Памятник Льву Толстому в Москве (архитектор В. Н. Васнецов). Скульптурный памятник Льву Толстому был установлен в 1956 году перед старинным особняком на Поварской улице, который московская легенда называет «домом Ростовых». Бронзовая фигура Льва Толстого — подарок писателей Украины московским собратьям по перу в связи с 300-летием воссоединения Украины с Россией.
- «Мать» (1957)
- «Достоевский» (1961), установлена в Москве
- Максим Горький
- «Летчик» (1961)
- «Портрет мальчика» (1969)